# Asger Berthelsen
Svend Asger Berthelsen (blandt venner kaldt "Berthel") (født 30. april 1928 i Aarhus, død 22. december 2011) var en dansk geolog, som ydede væsentlige bidrag til forståelsen af såvel grønlandsk strukturgeologi og international pladetektonik som dansk kvartærgeologi.
Som ung geologistuderende deltog Berthelsen i en ekspedition til Indien og Himalaya, hvorfra hans geologisk tværsnit gennem den nordvestlige del af Himalaya gjorde ham internationalt kendt, idet det foregreb en pladetektonisk tolkning. Efter afsluttet uddannelse deltog han i kortlægningen af prækambriske metamorfe bjergarter i Vestgrønland, et arbejde som bl.a. resulterede i hans doktorafhandling fra 1960. Senere engagerede han sig i flere internationale, dybseismiske projekter, bl.a. Det Europæiske Geotravers (EGT), en pladetektonisk modellering af Nord- og Centraleuropa. Hjemme i Danmark indførte han i 1970’erne den kinetostratigrafiske metode til tektonisk beskrivelse af gletsjeraflejringer, og inden for anvendt geologi bidrog han i begyndelsen af 1980'erne, med fagligt velfunderet kritik af deponering af radioaktivt affald i salthorste, markant til at argumentere mod indførelse af kernekraft i Danmark.
Han var i årene 1961-1966 professor ved det da nyoprettede Geologisk Institut ved Aarhus Universitet, og derefter i årene 1966-1992 professor i almen geologi ved Københavns Universitet.

## Liv og virke
Asger Berthelsen fødtes i Aarhus, hvor hans forældre var lærere. Da han var seks år, flyttede familien til Hovedgård, hvor hans forældre nu drev en privat realskole, hvor også Berthelsen gik. Han blev student fra Horsens Statsskole i 1946. Allerede i skoletiden begyndte han at male og tegne, hvilket han fortsatte med hele livet. Hans drøm om at blive journalist, kunstmaler og forfatter faldt dog ikke i god jord hos forældrene, så han valgte i stedet at studere naturhistorie og geologi ved Københavns Universitet, med mulighed for at komme på ekspedition til Grønland, med den nyoprettede Grønlands Geologiske Undersøgelse.
Allerede i 1947 var han første gang i Grønland, og i løbet af de følgende to somres ture til Grønland blev hans talent for at forstå geologiske strukturer bemærket, bl.a. af professor Arne Noe-Nygaard, som foranledigede, at Berthelsen i 1950-51 blev deltager i 3. danske centralasiatiske ekspedition til Indien og Himalaya, ledet af lægen Carl Krebs, en ekspedition, som bl.a. havde til formål at samle beviser for Alfred Wegeners teori om kontinentaldrift. Ekspeditionen fulgte en rute gennem Himalaya-bjergkæden til den tibetanske højslette, og Berthelsen brugte sine optegnelser langs ruten til at tegne et geologisk profil med en række overskydninger og folder, som han tolkede ved store horisontale bevægelser. Man havde dengang ingen ide om, hvad der kunne have frembragt sådanne horisontale forskydninger; forklaring herpå kom først omkring 1970, da den pladetektoniske teori blev accepteret. Berthelsen har beskrevet sin deltagelse i ekspeditionen i erindringsbogen Rejsen til Den Blå Sø.
Berthelsen blev i 1953 magister i geologi. Han var herefter ansat ved Mineralogisk Museum som videnskabelig assistent og amanuensis 1953-56 og 1961, og derefter ved Grønlands Geologiske Undersøgelse som afdelingsgeolog i perioden 1956-59 og som statsgeolog i 1959-61. Han underviste i geologi ved Danmarks Lærerhøjskole 1960-61 og var lektor i tektonik ved Københavns Universitet i 1960-62. Han var på studieophold i Neuchâtel i 1954 hos den anerkendte tektoniker og strukturgeolog Eugène Wegmann, samt i Delft i 1956 for at lære at tolke flybilleder, som han anvendte til kortlægning i Grønland. Han blev i 1956 tildelt Københavns Universitets guldmedalje.
Feltundersøgelser i Grønland dannede grundlag for Berthelsens doktordisputats 1960, hvori han påviste tre på hinanden følgende foldninger i det arkæiske grundfjeld, i et område mellem Maniitsoq og Nuuk. Året efter blev Berthelsen professor ved Aarhus Universitet, hvor han opbyggede et Geologisk Institut, ved bl.a., som noget hidtil uset i Danmark, at lade geologer og geofysikere arbejde sammen. I 1966 blev Berthelsen så professor i almen geologi ved Københavns Universitet, en stilling han beklædte til sin pensionering i 1992. Professorgerningen levnede ikke længere tid til langvarige feltundersøgelser i Grønland, og Berthelsen kastede sig derfor i stedet over studiet af tektoniske strukturer i Skandinavien, bla. Østfold i Norge, med økonomisk støtte fra mineindustrien.
Berthelsen overtog i slutningen af 1960’erne undervisningen i kvartærgeologi ved Københavns Universitet og indførte i den forbindelse en ny metode til strukturgeologisk og tektonisk tolkning af isbevægelsesretninger for gletsjerfremstød. Dette såkaldte kinetostratigrafiske princip anvendes stadigvæk inden for glacialstratigrafiske undersøgelser.
Asger Berthelsen [brændte altid] for, hvad han aktuelt var i gang med, [men han overvejede] ikke altid på forhånd, hvorledes hans kommentarer ville blive modtaget, og [han forventede ofte], at alle andre omkring ham prioriterede de samme emner som han.
I 1970’erne blandede Berthelsen sig i om debatten om indførelse af atomkraft i Danmark, hvor sikkerheden ved deponering af radioaktivt affald var et vigtigt diskussionsemne. Han stillede sig kritisk over for de tekniske undersøgelsers konklusion, at de danske salthorste var egnede til langtidsdeponering af affaldet, ved bla. i en tv-udsendelse at folde nogle medbragte plader modellervoks nogle gange, udsætte klumpen for tryk, hvorefter han skar klumpen igennem, så den kompekse struktur fremgik, som en forenklet udgave af de faktiske forhold i en salthorst.
Op gennem 1980’erne deltog Berthelsen i det store paneuropæiske geovidenskabelige samarbejdsprojekt, Det Europæiske Geotravers (EGT), som med forskellige geologiske og geofysiske metoder undersøgte dybe tektoniske strukturer i en linje fra Nordkap til Nordafrika, for hermed at tolke kontinentets dannelse og udvikling gennem geologisk tid. Linjen blev inddelt i en nordlig, central og sydlig del, og Berthelsen ledede arbejdet i den nordlige del, mellem det nordlige Polen og Nordkap. Han påviste bl.a., at pladetektoniske processer her har været aktive gennem de seneste 2 milliarder år.
Berthelsen tegnede og malede hele sit liv, og sammen med sin hustru drev han i en årrække et galleri på Møn med egne værker. Han forsøgte sig også som krimiforfatter, dog uden succes, men har skrevet sine frimodige og muntre ”Excentriske memoirer”.

## Udvalgte værker

### Geologi
- Asger Berthelsen (1949): Nogle ledebloktællinger på Horsensegnen. Meddelelser fra Dansk Geologisk Forening, Bind 11, s. 449-455 (hans første afhandling)
- A. Berthelsen (1960): Structural studies in the pre-Cambrian of western Greenland. Part II. Geology of Tovqussap nunâ. GGU, Bull. no. 25, 223 sider samt plancher (doktordisputats)
- Asger Berthelsen (1978): The methodology of kineto-stratigraphy as applied to glacial geology. Bull. Geol. Soc. Denmark, vol. 27, pp. 25-38 (i 2016 af DgF udvalgt som én blandt seks "væsentligste DgF-artikler gennem tiderne")[9]
- Derek Blundell, Roy Freeman & Stephan Mueller (red.)(1992): A continent revealed - The European Geotraverse. Cambridge University Press, 282 sider, ISBN 0-521-41923-9 (med bidrag fra Asger Berthelsen i kapitel 2 og 6)

### Andet
- Asger Berthelsen (1998): Rejsen til Den Blå Sø. Gads Forlag, 224 sider, ISBN 87-12-03366-9